# Ernst Noffke
Ernst Noffke (* 11. Dezember 1903 in Hamburg; † 16. November 1973 in Berlin) war ein deutscher kommunistischer Widerstandskämpfer gegen den Nationalsozialismus, Verlagsleiter, Redakteur und Übersetzer.

## Leben
Noffke war ein Sohn eines Hamburger Textilarbeiters. Er besuchte von 1918 bis 1924 ein Lehrerseminar und studierte anschließend von 1925 bis 1929 Volkswirtschaft an der Universität Hamburg. Er war bis 1929 als Lehrer in Hamburg tätig und promovierte 1932 in Berlin. 
Im Jahre 1921 wurde er Mitglied der SPD und 1923 der KPD, 1929 wurde er zum Mitglied der KPD-Bezirksleitung Wasserkante gewählt. Ab 1930 war er hauptamtlich für diesen KPD-Bezirk tätig und er wurde bis zum April 1931 Verlagsleiter der Hamburger Volkszeitung. Danach wurde er von Ernst Thälmann als Lehrer und Leiter der Reichsparteischule der KPD „Rosa Luxemburg“ in Fichtenau bei Berlin berufen. Ende 1932 berief ihn das Politbüro der KPD als Nachfolger von Alexander Emel zum Leiter der ZK-Abteilung Agitation und Propaganda. Zusätzlich übernahm er die Informationsabteilung der KPD und war damit auch verantwortlich für die Koordination der vom KPD-Reichstagsabgeordneten Hans Kippenberger geleiteten M-Abteilung. 
Nach dem Reichstagsbrand wurde die KPD reorganisiert, um Widerstand gegen das NS-Regime leisten zu können. Noffke übernahm im März und April 1933 die Funktion des ZK-Instrukteurs für die KPD-Bezirksleitungen Ruhr und Mittelrhein. 
Nach einer kurzzeitigen Verhaftung Mitte Mai 1933 lebte er anschließend bis zum 15. Juli 1933 „illegal“ in Berlin. Danach gelang ihm die Flucht über Danzig, die Niederlande, Österreich und die Tschechoslowakei nach Moskau. Dort wurde er 1934/35 Angestellter bei der Verlagsgenossenschaft ausländischer Arbeiter, wo er Elsa Jandera (1905–1943) kennenlernte, die er 1935 heiratete. Nach der Tätigkeit für den Verlagsgenossenschaft ausländischer Arbeiter wurde er Redakteur und Übersetzer am Verlag für fremdsprachige Literatur. 
Noffke geriet 1937 wegen seiner freundschaftlichen Kontakte zu Kippenberger in den Sog der stalinistischen Verfolgung, was zu seiner Verhaftung und Deportation in ein Arbeitslager des Gulag führte. Nachdem er 1941 aufgrund des Personalmangels der KPD-Zentrale freigelassen wurde, war er zunächst wieder als Redakteur und Übersetzer tätig. 1942 berief ihn die Komintern zum politischer Mitarbeiter am Institut 99. Im November 1943 wurde seine Ehefrau Elsa Noffke im KZ Ravensbrück von der SS ermordet, nachdem sie im Frühjahr 1943 als GRU-Agentin mit dem Fallschirm über Deutschland abgesprungen und festgenommen worden war. 1944 wurde Ernst Noffke NKFD-Beauftragter für die 2. Belorussische Front und die von ihr befreiten Gebiete Deutschlands.
Nach dem Ende des Zweiten Weltkriegs arbeitete Noffke erneut als Redakteur am Verlag für fremdsprachige Literatur. Im Januar 1952 kehrte er nach Deutschland zurück und trat in die SED ein. Im Februar 1952 wurde er zum Sektorleiter und später zum Abteilungsleiter im Institut für Marxismus-Leninismus beim ZK der SED ernannt. Ab 1960 war er Redakteur beim Presseamt des Ministerrates der DDR und wurde 1965 wissenschaftlicher Mitarbeiter an der Hochschule für Ökonomie in Berlin-Karlshorst. 
Nach der Ermordung seiner ersten Ehefrau heiratete Noffke erneut. Seine aus dieser zweiten Ehe stammende Tochter Inga Wolfram drehte 1998 den Dokumentarfilm Wir Kommunistenkinder, in dem sie seinen Lebensweg aus Komintern-Akten, Tagebüchern und Briefen rekonstruierte. 
1968 erhielt Ernst Noffke den Vaterländischen Verdienstorden in Silber. Die Sowjetunion ehrte ihn mit der Medaille „Für die Verteidigung Moskaus“ und der Medaille „Für heldenmütige Arbeit im Großen Vaterländischen Krieg 1941–1945“.